# Карасёв, Владимир (хоккеист)
Владимир Карасёв (род. 1939) — советский хоккеист, нападающий.

## Биография
Участник молодёжного чемпионата СССР 1957/58 в составе ленинградского «Авангарда».
Всю карьеру в командах мастеров — четыре сезона — провёл в ЛИИЖТе (1958/59 — 1961/62). В чемпионате СССР выступал в сезонах 1959/60 — 1961/62.